# Kampioenschap (professioneel worstelen)
Een kampioenschap of een "titel" in professioneel worstelen is een bevorderde erkenning door professionele worstelorganisaties.
Regerende kampioenen worden beslist door professionele worstelmatchen, waarbij concurrenten betrokken zijn door geschreven rivaliteiten. Deze verhalen maken feuds ("vetes") tussen de verschillende concurrenten, die gecast worden als schurken en helden.

## Riem stijlen
Professioneel worstelen' kampioenschapsriemen zijn gemodelleerd naar het kampioenschapsriemen in het boksen, net als andere vechtsporten, zoals mixed martial arts. Ze zijn uitvoerig gemaakt van ontworpen platen van goud of andere edele metalen, meestal met de naam van de titel en de worstelromotie, op een leren riem. De kleur en ontwerpen variëren met elke titel en promotie.
Sinds 2002 hebben alle grote World Wrestling Entertainment (WWE) titels, met uitzondering van het huidige ontwerp van het WWE Tag Team Championship, een naamplaatje met de huidige titelverdediger op de bodem. Dit is in de stijl van de NWA Championship van de jaren 1980 (bijgenaamd de "Big Gold Belt"), die later het belangrijkste titelriem werd van World Championship Wrestling. Wanneer de WWE- en WCW-titels werden verenigd tot het Undisputed WWE Championship, de nieuwe riem een naamplaatje insloot die sindsdien is toegevoegd aan het ontwerp van de nieuwe WWE-kampioenschapsriemen.
Total Nonstop Action Wrestling heeft ook zijn TNA World Heavyweight Championship op vele gelegenheden. Het TNA X Division Championship is de enige TNA-titel die geen naamplaatje heeft.

## Geblesseerde kampioenen
Het lot van een titel is afhankelijk van de conditie van de kampioen(e). De kampioen(e) kan gedwongen worden om hun/haar titel vrij te geven als hun/haar verwonding te ernstig werden vastgesteld.
Echter, een kampioen(e) kan, ondanks zijn/haar zware blessure, zijn/haar titel behouden. In 1998 kon Shane Douglas zijn ECW World Heavyweight Championship behouden toen hij op dat moment, vanwege zijn blessure, aan de kant stond.